# Campagne 2010-2012 de l'équipe d'Angleterre de football
Maillots
Actualités
L'équipe d'Angleterre de football participe aux éliminatoires de l'Euro 2012.
Les hommes de Fabio Capello ont pour principal objectif de se qualifier pour la 14e édition du Championnat d'Europe de football, qui aura lieu en Pologne et en Ukraine du 9 juin au juillet 2012.

## Saison

### Évolution du coefficient FIFA
Le tableau ci-dessous présente les coefficients mensuels de l'équipe d'Angleterre publiés par la FIFA entre août 2010 et juillet 2012.
| 2010 |       |      |      |       |     |      | juil. | août | sept. | oct. | nov. | déc. |
| ---- | ----- | ---- | ---- | ----- | --- | ---- | ----- | ---- | ----- | ---- | ---- | ---- |
| Rang |       |      |      |       |     |      | 7     | 7    | 6     | 6    | 6    | 6    |
| 2011 | janv. | fév. | mars | avril | mai | juin | juil. | août | sept. | oct. | nov. | déc. |
| Rang | 6     | 6    | 6    | 6     | 6   | 4    | 6     | 4    | 8     | 7    | 5    | 5    |
| 2012 | janv. | fév. | mars | avril | mai | juin | juil. | août | sept. | oct. | nov. | déc. |
| Rang | 5     | 5    | 6    | 7     | 7   | 6    | 4     |      |       |      |      |      |

## Les matchs
| Date             | Stade, Ville, Pays                           | Adversaire     | Score  | Comp   | Buteurs anglais                       |
| 11 août 2010     | Wembley Stadium Londres, Angleterre          | Hongrie        | 2 – 1  | Amical | Gerrard 69e 73e                       |
| 3 septembre 2010 | Wembley Stadium Londres, Angleterre          | Bulgarie       | 4 – 0  | QCE    | Defoe 3e 61e 86e, A. Johnson 83e      |
| 7 septembre 2010 | Parc Saint-Jacques Bâle, Suisse              | Suisse         | 1 – 3  | QCE    | Rooney 10e, A. Johnson 69e, Bent 88e  |
| 12 octobre 2010  | Wembley Stadium Londres, Angleterre          | Monténégro     | 0 – 0  | QCE    |                                       |
| 12 octobre 2010  | Wembley Stadium Londres, Angleterre          | France         | 1 – 2  | Amical | Crouch 86e                            |
| 9 février 2011   | Parken Stadium Copenhague, Danemark          | Danemark       | 1 – 2  | Amical | Bent 10e, Young 68e                   |
| 26 mars 2011     | Millennium Stadium Cardiff, Pays de Galles   | Pays de Galles | 0 – 2  | QCE    | Lampard 7e (pen.), Bent 15e           |
| 29 mars 2011     | Wembley Stadium Londres, Angleterre          | Ghana          | 1 – 1  | Amical | Carroll 43e                           |
| 4 juin 2011      | Wembley Stadium Londres, Angleterre          | Suisse         | 2 – 2  | QCE    | Lampard 37e (pen.), Young 51e         |
| 10 août 2011     | Wembley Stadium Londres, Angleterre          | Pays-Bas       | Annulé | Amical |                                       |
| 2 septembre 2011 | Stade national Vassil Levski Sofia, Bulgarie | Bulgarie       | 0 – 3  | QCE    | Cahill 13e, Rooney 21e 45+1e          |
| 6 septembre 2011 | Wembley Stadium Londres, Angleterre          | Pays de Galles | 1 – 0  | QCE    | Young 35e                             |
| 7 octobre 2011   | Podgorica City Stadium Podgorica, Monténégro | Monténégro     | 2 – 2  | QCE    | Young 11e, Bent 31e                   |
| 12 novembre 2011 | Wembley Stadium Londres, Angleterre          | Espagne        | 1 – 0  | Amical | Lampard 49e                           |
| 15 novembre 2011 | Wembley Stadium Londres, Angleterre          | Suède          | 1 – 0  | Amical | Barry 22e                             |
| 29 février 2012  | Wembley Stadium Londres, Angleterre          | Pays-Bas       | 2 – 3  | Amical | Cahill 85e, Young 90+1e               |
| 26 mai 2012      | Ullevaal Stadion Oslo, Norvège               | Norvège        | 1 – 0  | Amical | Young 9e                              |
| 2 juin 2012      | Wembley Stadium Londres, Angleterre          | Belgique       | 1 – 0  | Amical | Welbeck 36e                           |
| 11 juin 2012     | Donbass Arena Donetsk, Ukraine               | France         | 1 – 1  | Euro   | Lescott 30e                           |
| 15 juin 2012     | Stade olympique de Kiev Kiev, Ukraine        | Suède          | 2 – 3  | Euro   | Carroll 23e, Walcott 64e, Welbeck 78e |
| 19 juin 2012     | Donbass Arena Donetsk, Ukraine               | Ukraine        | 1 – 0  | Euro   | Rooney 48e                            |
| 24 juin 2012     | Stade olympique de Kiev Kiev, Ukraine        | Italie         | 0 – 0  | Euro   |                                       |

### Bilan en cours
| Rang | Équipe     | Pts | J  | G  | N | P | Bp | Bc | Diff |
| ---- | ---------- | --- | -- | -- | - | - | -- | -- | ---- |
| #    | Angleterre | 45  | 21 | 13 | 6 | 2 | 34 | 16 | +18  |

## Résultats détaillés
| Match amical                                     | Angleterre      | 2 – 1   | Hongrie            | Wembley Stadium Londres, Angleterre              |                                                  |
| 11 août 2010 · 21h00 · Historique des rencontres | Gerrard 69e 73e | (0 – 0) | 62e (csc) Jagielka | Spectateurs : 72 024 Arbitrage : Stéphane Lannoy | Spectateurs : 72 024 Arbitrage : Stéphane Lannoy |
| 11 août 2010 · 21h00 · Historique des rencontres | Rapport         |         |                    | Spectateurs : 72 024 Arbitrage : Stéphane Lannoy | Spectateurs : 72 024 Arbitrage : Stéphane Lannoy |

| Éliminatoires Euro 2012                              | Angleterre                        | 4 – 0   | Bulgarie | Wembley Stadium Londres, Angleterre            |                                                |
| 3 septembre 2010 · 21h00 · Historique des rencontres | Defoe 3e 61e 86e · A. Johnson 83e | (1 – 0) |          | Spectateurs : 73 426 Arbitrage : Viktor Kassai | Spectateurs : 73 426 Arbitrage : Viktor Kassai |
| 3 septembre 2010 · 21h00 · Historique des rencontres | Rapport                           |         |          | Spectateurs : 73 426 Arbitrage : Viktor Kassai | Spectateurs : 73 426 Arbitrage : Viktor Kassai |

| Éliminatoires Euro 2012                              | Suisse      | 1 – 3   | Angleterre                             | Parc Saint-Jacques Bâle, Suisse                 |                                                 |
| 7 septembre 2010 · 20h45 · Historique des rencontres | Shaqiri 71e | (0 – 1) | 10e Rooney · 69e A. Johnson · 88e Bent | Spectateurs : 37 500 Arbitrage : Nicola Rizzoli | Spectateurs : 37 500 Arbitrage : Nicola Rizzoli |
| 7 septembre 2010 · 20h45 · Historique des rencontres | Rapport     |         |                                        | Spectateurs : 37 500 Arbitrage : Nicola Rizzoli | Spectateurs : 37 500 Arbitrage : Nicola Rizzoli |

| Éliminatoires Euro 2012                             | Angleterre | 0 – 0   | Monténégro | Wembley Stadium Londres, Angleterre           |                                               |
| 12 octobre 2010 · 20h00 · Historique des rencontres |            | (0 – 0) |            | Spectateurs : 73 451 Arbitrage : Manuel Gräfe | Spectateurs : 73 451 Arbitrage : Manuel Gräfe |
| 12 octobre 2010 · 20h00 · Historique des rencontres | Rapport    |         |            | Spectateurs : 73 451 Arbitrage : Manuel Gräfe | Spectateurs : 73 451 Arbitrage : Manuel Gräfe |

| Match amical                                         | Angleterre | 1 – 2   | France                     | Wembley Stadium Londres, Angleterre              |                                                  |
| 17 novembre 2010 · 21h00 · Historique des rencontres | Crouch 86e | (0 – 1) | 16e Benzema · 55e Valbuena | Spectateurs : 85 495 Arbitrage : Claus Bo Larsen | Spectateurs : 85 495 Arbitrage : Claus Bo Larsen |
| 17 novembre 2010 · 21h00 · Historique des rencontres | Rapport    |         |                            | Spectateurs : 85 495 Arbitrage : Claus Bo Larsen | Spectateurs : 85 495 Arbitrage : Claus Bo Larsen |

| Match amical                                       | Danemark | 1 – 2   | Angleterre           | Parken Stadium Copenhague, Danemark             |                                                 |
| 9 février 2011 · 19h15 · Historique des rencontres | Agger 7e | (1 – 1) | 10e Bent · 68e Young | Spectateurs : 21 523 Arbitrage : Jonas Eriksson | Spectateurs : 21 523 Arbitrage : Jonas Eriksson |
| 9 février 2011 · 19h15 · Historique des rencontres | Rapport  |         |                      | Spectateurs : 21 523 Arbitrage : Jonas Eriksson | Spectateurs : 21 523 Arbitrage : Jonas Eriksson |

| Éliminatoires Euro 2012                          | Pays de Galles | 0 – 2   | Angleterre                   | Millennium Stadium Cardiff, Pays de Galles         |                                                    |
| 26 mars 2011 · 15h00 · Historique des rencontres |                | (0 – 2) | 7e (pen.) Lampard · 15e Bent | Spectateurs : 68 959 Arbitrage : Artur Soares Dias | Spectateurs : 68 959 Arbitrage : Artur Soares Dias |
| 26 mars 2011 · 15h00 · Historique des rencontres | Rapport        |         |                              | Spectateurs : 68 959 Arbitrage : Artur Soares Dias | Spectateurs : 68 959 Arbitrage : Artur Soares Dias |

| Match amical                                     | Angleterre  | 1 – 1   | Ghana       | Wembley Stadium Londres, Angleterre           |                                               |
| 29 mars 2011 · 20h00 · Historique des rencontres | Carroll 43e | (1 – 0) | 90e A. Gyan | Spectateurs : 80 102 Arbitrage : Cüneyt Çakır | Spectateurs : 80 102 Arbitrage : Cüneyt Çakır |
| 29 mars 2011 · 20h00 · Historique des rencontres | Rapport     |         |             | Spectateurs : 80 102 Arbitrage : Cüneyt Çakır | Spectateurs : 80 102 Arbitrage : Cüneyt Çakır |

| Éliminatoires Euro 2012                         | Angleterre                     | 2 – 2   | Suisse           | Wembley Stadium Londres, Angleterre            |                                                |
| 4 juin 2011 · 16h45 · Historique des rencontres | Lampard 37e (pen.) · Young 51e | (1 – 2) | 32e 35e Barnetta | Spectateurs : 84 459 Arbitrage : Damir Skomina | Spectateurs : 84 459 Arbitrage : Damir Skomina |
| 4 juin 2011 · 16h45 · Historique des rencontres | Rapport                        |         |                  | Spectateurs : 84 459 Arbitrage : Damir Skomina | Spectateurs : 84 459 Arbitrage : Damir Skomina |

| Match amical                             | Angleterre | Annulé | Pays-Bas | Wembley Stadium Londres, Angleterre |
| 10 août 2011 · Historique des rencontres |            |        |          |                                     |

| Éliminatoires Euro 2012                              | Bulgarie | 0 – 3   | Angleterre                    | Stade national Vassil Levski Sofia, Bulgarie        |                                                     |
| 2 septembre 2011 · 21h15 · Historique des rencontres |          | (0 – 3) | 13e Cahill · 21e 45+1e Rooney | Spectateurs : 36 521 Arbitrage : Frank De Bleeckere | Spectateurs : 36 521 Arbitrage : Frank De Bleeckere |
| 2 septembre 2011 · 21h15 · Historique des rencontres | Rapport  |         |                               | Spectateurs : 36 521 Arbitrage : Frank De Bleeckere | Spectateurs : 36 521 Arbitrage : Frank De Bleeckere |

| Éliminatoires Euro 2012                              | Angleterre | 1 – 0   | Pays de Galles | Wembley Stadium Londres, Angleterre                   |                                                       |
| 6 septembre 2011 · 19h45 · Historique des rencontres | Young 35e  | (1 – 0) |                | Spectateurs : 77 128 Arbitrage : Robert Schörgenhofer | Spectateurs : 77 128 Arbitrage : Robert Schörgenhofer |
| 6 septembre 2011 · 19h45 · Historique des rencontres | Rapport    |         |                | Spectateurs : 77 128 Arbitrage : Robert Schörgenhofer | Spectateurs : 77 128 Arbitrage : Robert Schörgenhofer |

| Éliminatoires Euro 2012                            | Monténégro                     | 2 – 2   | Angleterre           | Podgorica City Stadium Podgorica, Monténégro    |                                                 |
| 7 octobre 2011 · 21h00 · Historique des rencontres | Zverotić 45e · Delibašić 90+1e | (1 – 2) | 11e Young · 31e Bent | Spectateurs : 12 000 Arbitrage : Wolfgang Stark | Spectateurs : 12 000 Arbitrage : Wolfgang Stark |
| 7 octobre 2011 · 21h00 · Historique des rencontres | Rapport                        |         |                      | Spectateurs : 12 000 Arbitrage : Wolfgang Stark | Spectateurs : 12 000 Arbitrage : Wolfgang Stark |

| Match amical                                         | Angleterre  | 1 – 0   | Espagne | Wembley Stadium Londres, Angleterre                 |                                                     |
| 12 novembre 2011 · 17h15 · Historique des rencontres | Lampard 49e | (0 – 0) |         | Spectateurs : 87 189 Arbitrage : Frank De Bleeckere | Spectateurs : 87 189 Arbitrage : Frank De Bleeckere |
| 12 novembre 2011 · 17h15 · Historique des rencontres | Rapport     |         |         | Spectateurs : 87 189 Arbitrage : Frank De Bleeckere | Spectateurs : 87 189 Arbitrage : Frank De Bleeckere |

| Match amical                                         | Angleterre | 1 – 0   | Suède | Wembley Stadium Londres, Angleterre             |                                                 |
| 15 novembre 2011 · 21h00 · Historique des rencontres | Barry 22e  | (1 – 0) |       | Spectateurs : 48 876 Arbitrage : Pavel Královec | Spectateurs : 48 876 Arbitrage : Pavel Královec |
| 15 novembre 2011 · 21h00 · Historique des rencontres | Rapport    |         |       | Spectateurs : 48 876 Arbitrage : Pavel Královec | Spectateurs : 48 876 Arbitrage : Pavel Královec |

| Match amical                                        | Angleterre               | 2 – 3   | Pays-Bas                         | Wembley Stadium Londres, Angleterre          |                                              |
| 29 février 2012 · 21h00 · Historique des rencontres | Cahill 85e · Young 90+1e | (0 – 0) | 57e 90+2e Robben · 58e Huntelaar | Spectateurs : 76 283 Arbitrage : Felix Brych | Spectateurs : 76 283 Arbitrage : Felix Brych |
| 29 février 2012 · 21h00 · Historique des rencontres | Rapport                  |         |                                  | Spectateurs : 76 283 Arbitrage : Felix Brych | Spectateurs : 76 283 Arbitrage : Felix Brych |

| Match amical                                    | Norvège | 0 – 1   | Angleterre | Ullevaal Stadion Oslo, Norvège                  |                                                 |
| 26 mai 2012 · 20h45 · Historique des rencontres |         | (0 – 1) | 9e Young   | Spectateurs : 21 496 Arbitrage : Michael Weiner | Spectateurs : 21 496 Arbitrage : Michael Weiner |
| 26 mai 2012 · 20h45 · Historique des rencontres | Rapport |         |            | Spectateurs : 21 496 Arbitrage : Michael Weiner | Spectateurs : 21 496 Arbitrage : Michael Weiner |

| Match amical                                    | Angleterre  | 1 – 0   | Belgique | Wembley Stadium Londres, Angleterre              |                                                  |
| 2 juin 2012 · 18h15 · Historique des rencontres | Welbeck 36e | (1 – 0) |          | Spectateurs : 85 091 Arbitrage : Peter Rasmussen | Spectateurs : 85 091 Arbitrage : Peter Rasmussen |
| 2 juin 2012 · 18h15 · Historique des rencontres | Rapport     |         |          | Spectateurs : 85 091 Arbitrage : Peter Rasmussen | Spectateurs : 85 091 Arbitrage : Peter Rasmussen |

| Euro 2012, Groupe D                              | France    | 1 – 1   | Angleterre  | Donbass Arena Donetsk, Ukraine                  |                                                 |
| 11 juin 2012 · 18h00 · Historique des rencontres | Nasri 39e | (1 – 1) | 30e Lescott | Spectateurs : 47 400 Arbitrage : Nicola Rizzoli | Spectateurs : 47 400 Arbitrage : Nicola Rizzoli |
| 11 juin 2012 · 18h00 · Historique des rencontres | Rapport   |         |             | Spectateurs : 47 400 Arbitrage : Nicola Rizzoli | Spectateurs : 47 400 Arbitrage : Nicola Rizzoli |

| Euro 2012, Groupe D                              | Suède                            | 2 – 3   | Angleterre                              | Stade olympique de Kiev Kiev, Ukraine          |                                                |
| 15 juin 2012 · 20h45 · Historique des rencontres | Johnson 49e (csc) · Mellberg 59e | (0 – 1) | 23e Carroll · 64e Walcott · 78e Welbeck | Spectateurs : 64 640 Arbitrage : Damir Skomina | Spectateurs : 64 640 Arbitrage : Damir Skomina |
| 15 juin 2012 · 20h45 · Historique des rencontres | Rapport                          |         |                                         | Spectateurs : 64 640 Arbitrage : Damir Skomina | Spectateurs : 64 640 Arbitrage : Damir Skomina |

| Euro 2012, Groupe D                              | Angleterre | 1 – 0   | Ukraine | Donbass Arena Donetsk, Ukraine                 |                                                |
| 19 juin 2012 · 20h45 · Historique des rencontres | Rooney 48e | (0 – 0) |         | Spectateurs : 48 700 Arbitrage : Viktor Kassai | Spectateurs : 48 700 Arbitrage : Viktor Kassai |
| 19 juin 2012 · 20h45 · Historique des rencontres | Rapport    |         |         | Spectateurs : 48 700 Arbitrage : Viktor Kassai | Spectateurs : 48 700 Arbitrage : Viktor Kassai |

| Euro 2012, Quart-de-finale                       | Angleterre                         | 0 – 0 a.p.        | Italie                                              | Stade olympique de Kiev Kiev, Ukraine          |                                                |
| 24 juin 2012 · 20h45 · Historique des rencontres |                                    | (0 – 0)           |                                                     | Spectateurs : 64 340 Arbitrage : Pedro Proença | Spectateurs : 64 340 Arbitrage : Pedro Proença |
| 24 juin 2012 · 20h45 · Historique des rencontres | Rapport                            |                   |                                                     | Spectateurs : 64 340 Arbitrage : Pedro Proença | Spectateurs : 64 340 Arbitrage : Pedro Proença |
| 24 juin 2012 · 20h45 · Historique des rencontres | Gerrard · Rooney · Young · A. Cole | Tirs au but 2 – 4 | Balotelli · Montolivo · Pirlo · Nocerino · Diamanti | Spectateurs : 64 340 Arbitrage : Pedro Proença | Spectateurs : 64 340 Arbitrage : Pedro Proença |

## Les joueurs
| Joueurs                                                                     |          |    |    |    |    |    |    |    |    |    |    |    |    |    |    |    |    |    |          |    |     |
| Gardiens de but                                                             |          |    |    |    |    |    |    |    |    |    |    |    |    |    |    |    |    |    |          |    |     |
| Joe Hart (Manchester City)                                                  | 90       | 90 | 90 | 90 |    | 90 | 90 | 90 | 90 | 90 | 90 | 90 | 90 | 45 | 90 |    | 90 | 90 | 90       | 90 | 120 |
| Ben Foster (Birmingham City, West Bromwich Albion)                          |          |    |    |    | 90 |    |    |    |    |    |    |    |    |    |    |    |    |    |          |    |     |
| Scott Carson (West Bromwich Albion, puis Bursaspor)                         |          |    |    |    |    |    |    |    |    |    |    |    |    | 45 |    |    |    |    |          |    |     |
| Robert Green (West Ham United)                                              |          |    |    |    |    |    |    |    |    |    |    |    |    |    |    | 90 |    |    |          |    |     |
| Défenseurs                                                                  |          |    |    |    |    |    |    |    |    |    |    |    |    |    |    |    |    |    |          |    |     |
| Glen Johnson (Liverpool)                                                    | 90       | 90 | 90 | 90 |    | 90 | 90 | 45 | 90 |    |    |    | 90 |    |    |    | 90 | 90 | 90 (csc) | 90 | 120 |
| Phil Jagielka (Everton)                                                     | 90 (csc) | 90 | 90 |    | 90 |    | 1  | 90 |    |    |    |    | 90 |    |    | 90 | 20 |    |          |    |     |
| John Terry (Chelsea)                                                        | 45       |    |    |    |    | 90 | 90 |    | 90 | 90 | 90 | 90 |    | 90 |    |    | 70 | 90 | 90       | 90 | 120 |
| Ashley Cole (Chelsea)                                                       | 45       | 90 | 90 | 90 |    | 81 | 90 |    | 31 | 90 | 90 | 90 | 90 |    |    |    | 90 | 90 | 90       | 90 | 120 |
| Michael Dawson (Tottenham Hotspur)                                          | 45       | 57 |    |    |    | 60 | 90 |    |    |    |    |    |    |    |    |    |    |    |          |    |     |
| Kieran Gibbs (Arsenal)                                                      | 45       |    |    |    | 72 |    |    |    |    |    |    |    |    |    |    |    |    |    |          |    |     |
| Gary Cahill (Bolton Wanderers, puis Chelsea)                                |          | 33 |    |    |    | 30 |    | 90 |    | 90 | 90 | 90 |    | 90 | 90 |    | 19 |    |          |    |     |
| Joleon Lescott (Manchester City)                                            |          |    | 90 | 90 | 90 |    |    | 45 |    |    |    |    | 90 |    |    | 90 | 71 | 90 | 90       | 90 | 120 |
| Rio Ferdinand (Manchester United)                                           |          |    |    | 90 | 45 |    |    |    | 90 |    |    |    |    |    |    |    |    |    |          |    |     |
| Micah Richards (Manchester City)                                            |          |    |    |    | 45 |    |    |    |    |    |    |    |    |    | 90 |    |    |    |          |    |     |
| Stephen Warnock (Aston Villa)                                               |          |    |    |    | 18 |    |    |    |    |    |    |    |    |    |    |    |    |    |          |    |     |
| Leighton Baines (Everton)                                                   |          |    |    |    |    | 9  |    | 90 | 59 |    |    |    |    | 90 | 90 | 90 |    |    |          |    |     |
| Chris Smalling (Manchester United)                                          |          |    |    |    |    |    |    |    |    | 90 | 90 |    |    |    | 64 |    |    |    |          |    |     |
| Phil Jones (Blackburn Rovers, puis Manchester United)                       |          |    |    |    |    |    |    |    |    |    |    | 90 | 57 | 90 | 26 | 88 |    |    |          |    |     |
| Kyle Walker (Queens Park Rangers, puis Aston Villa, puis Tottenham Hotspur) |          |    |    |    |    |    |    |    |    |    |    |    | 5  | 90 |    |    |    |    |          |    |     |
| Martin Kelly (Liverpool)                                                    |          |    |    |    |    |    |    |    |    |    |    |    |    |    |    | 2  |    |    |          |    |     |
| Milieux                                                                     |          |    |    |    |    |    |    |    |    |    |    |    |    |    |    |    |    |    |          |    |     |
| Gareth Barry (Manchester City)                                              | 90       | 90 | 90 | 90 | 45 | 45 |    | 90 |    | 83 | 90 | 90 | 33 | 90 | 45 | 28 |    |    |          |    |     |
| Steven Gerrard (Liverpool)                                                  | 82       | 90 | 90 | 90 | 85 |    |    |    |    |    |    |    |    |    | 33 | 45 | 83 | 90 | 90       | 90 | 120 |
| Frank Lampard (Chelsea)                                                     | 45       |    |    |    |    | 45 | 90 |    | 45 | 10 | 73 | 25 | 57 |    |    |    |    |    |          |    |     |
| James Milner (Manchester City)                                              | 24       | 90 | 90 |    | 90 | 90 | 20 | 90 | 90 | 28 | 90 |    | 76 | 32 | 45 | 90 | 90 | 90 | 61       | 70 | 60  |
| Jack Wilshere (Arsenal)                                                     | 8        |    |    |    |    | 45 | 82 | 69 | 90 |    |    |    |    |    |    |    |    |    |          |    |     |
| Jordan Henderson (Sunderland, puis Liverpool)                               |          |    |    |    | 90 |    |    |    |    |    |    |    |    |    |    | 17 | 7  | 12 |          |    | 26  |
| Scott Parker (West Ham, puis Tottenham Hotspur)                             |          |    |    |    |    | 45 | 89 |    | 90 | 90 | 17 | 90 | 85 |    | 90 | 56 | 90 | 78 | 90       | 90 | 94  |
| Stewart Downing (Aston Villa, puis Liverpool)                               |          |    |    |    |    | 22 | 8  | 90 | 12 | 90 | 79 | 30 | 45 | 90 | 29 | 85 |    |    |          |    |     |
| Matt Jarvis (Wolverhampton)                                                 |          |    |    |    |    |    |    | 21 |    |    |    |    |    |    |    |    |    |    |          |    |     |
| Jack Rodwell (Everton)                                                      |          |    |    |    |    |    |    |    |    |    |    |    | 33 | 58 |    |    |    |    |          |    |     |
| Alex Oxlade-Chamberlain (Southampton, puis Arsenal)                         |          |    |    |    |    |    |    |    |    |    |    |    |    |    |    | 17 | 67 | 77 | 0        | 3  |     |
| Attaquants                                                                  |          |    |    |    |    |    |    |    |    |    |    |    |    |    |    |    |    |    |          |    |     |
| Adam Johnson (Manchester City)                                              | 90       | 16 | 77 | 90 | 45 |    |    |    |    | 7  | 11 |    | 14 |    | 61 | 5  |    |    |          |    |     |
| Wayne Rooney (Manchester United)                                            | 66       | 90 | 79 | 90 |    | 45 | 70 |    |    | 90 | 89 | 74 |    |    |    |    | 37 |    |          | 87 | 120 |
| Theo Walcott (Arsenal)                                                      | 45       | 74 | 13 |    | 45 | 68 |    |    | 78 | 83 |    | 76 | 85 | 58 | 2  | 34 | 23 | 0  | 29       | 20 | 60  |
| Ashley Young (Aston Villa, puis Manchester United)                          | 45       | 3  |    | 74 | 45 | 45 | 90 | 81 | 45 | 62 | 90 | 60 |    |    | 90 | 73 | 66 | 90 | 90       | 90 | 120 |
| Bobby Zamora (Fulham)                                                       | 45       |    |    |    |    |    |    |    |    |    |    |    |    | 70 |    |    |    |    |          |    |     |
| Jermain Defoe (Tottenham Hotspur)                                           |          | 87 | 71 |    |    |    |    | 31 |    |    |    |    |    |    |    |    | 34 | 13 |          |    |     |
| Darren Bent (Sunderland, puis Aston Villa)                                  |          |    | 19 |    |    | 90 | 90 |    | 90 |    |    | 65 | 63 | 20 |    |    |    |    |          |    |     |
| Shaun Wright-Phillips (Manchester City, puis Queens Park Rangers)           |          |    | 11 | 16 |    |    |    |    |    |    |    |    |    |    |    |    |    |    |          |    |     |
| Peter Crouch (Tottenham Hotspur, puis Stoke City)                           |          |    |    | 70 | 5  |    |    |    |    |    |    |    |    |    |    |    |    |    |          |    |     |
| Kevin Davies (Bolton Wanderers)                                             |          |    |    | 20 |    |    |    |    |    |    |    |    |    |    |    |    |    |    |          |    |     |
| Andy Carroll (Newcastle United, puis Liverpool)                             |          |    |    |    | 72 |    |    | 59 |    |    | 1  |    |    |    |    | 90 |    |    | 90       | 8  | 60  |
| Jay Bothroyd (Cardiff City, puis Queens Park Rangers)                       |          |    |    |    | 18 |    |    |    |    |    |    |    |    |    |    |    |    |    |          |    |     |
| Danny Welbeck (Sunderland, puis Manchester United)                          |          |    |    |    |    |    |    | 9  |    |    |    | 14 | 27 |    | 80 |    | 53 | 90 | 90       | 82 | 60  |
| Daniel Sturridge (Chelsea, puis Bolton Wanderers, puis Chelsea)             |          |    |    |    |    |    |    |    |    |    |    |    |    | 32 | 55 |    |    |    |          |    |     |
| Fraizer Campbell (Sunderland)                                               |          |    |    |    |    |    |    |    |    |    |    |    |    |    | 10 |    |    |    |          |    |     |

## Buteurs
6            

Ashley Young (Danemark, Suisse, Pays de Galles, Monténégro, Pays-Bas, Norvège)
4        

Darren Bent (Suisse, Danemark, Pays de Galles, Monténégro)

Wayne Rooney (Suisse, Bulgarie x2, Ukraine)
3      

Jermain Defoe (Bulgarie x3)

Frank Lampard (Pays de Galles, Suisse, Espagne)
2    

Steven Gerrard (Hongrie x2)

Adam Johnson (Bulgarie, Suisse)

Gary Cahill (Bulgarie, Pays-Bas)

Andy Carroll (Ghana, Suède)

Danny Welbeck (Belgique, Suède)
1  

Peter Crouch (France)

Gareth Barry (Suède)

Joleon Lescott (France)

Theo Walcott (Suède)